# Мала Јасикова
Мала Јасикова је насељено место града Зајечара у Зајечарском округу. Према попису из 2022. било је 167 становника (према попису из 2002. било је 332 становника). Овај драстичан пад броја становника је проузрокован лошом економском ситуацијом, како на локалном нивоу тако и на целој територији општине Зајечар.
Мала Јасикова је смештена готово на једнакој раздаљини од три битнија града овог дела земље. Наиме, на 24 km од средишта општине, града Зајечара, на 33 km од Неготина и на 34 km од Бора.
Највећи део мештана села је православне вероисповести те сходно томе обележава одређене хришћанске свеце. Сеоска заветина, коју слави свако домаћинство у селу је Илиндан (Свети Илија) и обележава се свакoг 2.августа. Поред наведене заветине, најчешће крсне славе које мештани обележавају су Света Петка, Свети Никола и Аранђеловдан.
Село је формирано на месту с траговима раније насељености. Помиње се у турским пописима у 15. и 16. веку као село Јасикова. По предању све до 18. века је с Великом Јасиковом чинила једно насеље, на месту Велике Јасикове.
Године 1846. Мала Јасикова је имала 71, 1866. године 95 а 1924. године 126 кућа.
Становништво је пореклом углавном из Румуније.

## Демографија
У насељу Мала Јасикова живи 281 пунолетни становник, а просечна старост становништва износи 45,7 година (43,2 код мушкараца и 48,2 код жена). У насељу има 84 домаћинства, а просечан број чланова по домаћинству је 3,95.
Ово насеље је углавном насељено Власима (према попису из 2002. године), а у последња три пописа, примећен је пад у броју становника.
|  |

| Демографија | Демографија | Демографија |
| Година      | Становника  | Становника  |
| ----------- | ----------- | ----------- |
| 1948.       | 529         |             |
| 1953.       | 526         |             |
| 1961.       | 491         |             |
| 1971.       | 476         |             |
| 1981.       | 449         |             |
| 1991.       | 411         | 405         |
| 2002.       | 332         | 372         |

| Етнички састав према попису из 2002.‍ | Етнички састав према попису из 2002.‍ | Етнички састав према попису из 2002.‍ | Етнички састав према попису из 2002.‍ | Етнички састав према попису из 2002.‍ |
| ------------------------------------ | ------------------------------------ | ------------------------------------ | ------------------------------------ | ------------------------------------ |
|                                      |                                      |                                      |                                      |                                      |
| Власи                                | Власи                                |                                      | 229                                  | 68,97%                               |
| Срби                                 | Срби                                 |                                      | 72                                   | 21,68%                               |
| Румуни                               | Румуни                               |                                      | 6                                    | 1,80%                                |
| Албанци                              | Албанци                              |                                      | 1                                    | 0,30%                                |
| непознато                            | непознато                            |                                      | 7                                    | 2,10%                                |

| Година пописа     | 1948. | 1953. | 1961. | 1971. | 1981. | 1991. | 2002. |
| ----------------- | ----- | ----- | ----- | ----- | ----- | ----- | ----- |
| Број домаћинстава | 113   | 116   | 113   | 112   | 105   | 96    | 84    |

| Број чланова      | 1  | 2  | 3 | 4  | 5  | 6 | 7  | 8 | 9 | 10 и више | Просек |
| ----------------- | -- | -- | - | -- | -- | - | -- | - | - | --------- | ------ |
| Број домаћинстава | 13 | 14 | 9 | 12 | 15 | 8 | 11 | 2 | 0 | 0         | 3,95   |

| Пол    | Укупно | Неожењен/Неудата | Ожењен/Удата | Удовац/Удовица | Разведен/Разведена | Непознато |
| ------ | ------ | ---------------- | ------------ | -------------- | ------------------ | --------- |
| Мушки  | 145    | 32               | 95           | 12             | 6                  | 0         |
| Женски | 148    | 20               | 92           | 28             | 8                  | 0         |
| УКУПНО | 293    | 52               | 187          | 40             | 14                 | 0         |

| Пол    | Укупно                    | Пољопривреда, лов и шумарство | Рибарство                            | Вађење руде и камена | Прерађивачка индустрија       |
| ------ | ------------------------- | ----------------------------- | ------------------------------------ | -------------------- | ----------------------------- |
| Мушки  | 57                        | 29                            | 0                                    | 1                    | 8                             |
| Женски | 55                        | 45                            | 0                                    | 0                    | 0                             |
| УКУПНО | 112                       | 74                            | 0                                    | 1                    | 8                             |
| Пол    | Производња и снабдевање   | Грађевинарство                | Трговина                             | Хотели и ресторани   | Саобраћај, складиштење и везе |
| Мушки  | 0                         | 2                             | 3                                    | 3                    | 1                             |
| Женски | 0                         | 0                             | 4                                    | 1                    | 0                             |
| УКУПНО | 0                         | 2                             | 7                                    | 4                    | 1                             |
| Пол    | Финансијско посредовање   | Некретнине                    | Државна управа и одбрана             | Образовање           | Здравствени и социјални рад   |
| Мушки  | 0                         | 1                             | 5                                    | 0                    | 1                             |
| Женски | 0                         | 0                             | 0                                    | 3                    | 1                             |
| УКУПНО | 0                         | 1                             | 5                                    | 3                    | 2                             |
| Пол    | Остале услужне активности | Приватна домаћинства          | Екстериторијалне организације и тела | Непознато            | Непознато                     |
| Мушки  | 1                         | 0                             | 0                                    | 2                    | 2                             |
| Женски | 0                         | 0                             | 0                                    | 1                    | 1                             |
| УКУПНО | 1                         | 0                             | 0                                    | 3                    | 3                             |

## Галерија
- Панорама места
- Улаз у место